# 高勗
高勗，或作高勖，舒城人。唐末軍閥楊行密手下謀士，曾經勸諫楊行密不要以茶鹽換取治下百姓的布帛，而應與鄰鎮交易，并選拔地方官以勸課農桑，是唐末及五代十國亂局中保境安民的典範，被評價為“仁人之言，其利溥矣”，为后续杨吴、南唐时期的社会、经济繁荣奠定了基础。

## 生平
高勗在杨行密起兵淮南時，被徵辟為掌书记。當時戰事繁多，楊行密因军中费用缺乏，想用茶叶和食盐换取百姓的布帛，高勗建议：“战乱刚刚过去，百姓十室九空，官府又要渔利，将使百姓叛离。不如以我所有去与缺少此物的邻近方镇贸易，这样就可以供给军队，再挑选贤明的地方长官劝课农桑，数年之间，仓库自然就会充盈。”杨行密悉數采纳了高勗的意见。田頵听说后，道：“仁人之言，其利深远。”

## 評價
高勗史書所存事跡不多，唯以勸諫楊行密不以茶鹽換取百姓布帛，并選拔地方官以勸課農桑之事聞名。但在唐末和五代十國的亂世之中，這樣的舉措無疑給治下百姓帶來了難得的安寧，被普遍視作當時保境安民的典範。
- 楊行密宿將田頵評其勸諫楊行密之事：“仁人之言，其利溥矣，正勗之謂也。”
- 王夫之在《讀通鑒論》中，同樣高度評價其安定百姓的功績：“於西川、淮南得兩智士焉。王先成說王宗侃以招安而下彭州；高勗說楊行密通商鄰道，選守令，課農桑，而保淮南。智矣哉！非只以成王建割據之資，贊行密定霸之業也，而救民於鋒刃之下，以還定而安集之，仁亦溥矣。”[1]又“高勗勸楊行密悉我所有、鄰道所無者，相與貿易以給軍用，選守令，課農桑，數年之閑，倉廩自實。行密從之，垂至於李氏有國，而江、淮之民，富庶甲天下，文教興焉。田頵稱之曰：‘賢者之言其利溥。’不洵然與？”[2]
- 吴任臣《十国春秋》论曰：“高勗志務農桑，仁者之言藹如也。”

### 引用
1. ↑  《讀通鑒論·唐·昭宗》：於西川、淮南得兩智士焉。王先成說王宗侃以招安而下彭州；高勗說楊行密通商鄰道，選守令，課農桑，而保淮南。智矣哉！非只以成王建割據之資，贊行密定霸之業也，而救民於鋒刃之下，以還定而安集之，仁亦溥矣。
2. ↑  《讀通鑒論·唐·昭宗》：高勗勸楊行密悉我所有、鄰道所無者，相與貿易以給軍用，選守令，課農桑，數年之閑，倉廩自實。行密從之，垂至於李氏有國，而江、淮之民，富庶甲天下，文教興焉。田頵稱之曰：「賢者之言其利溥。」不洵然與？

### 來源
- 史書
  - 《十國春秋·吳五·列傳·高勗》